# سیارک ۶۵۸

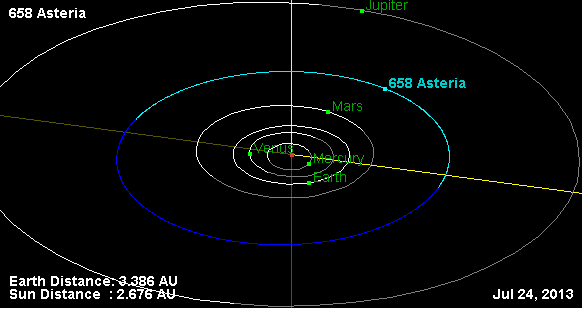
نمایی از محل قرارگیری سیارک ۶۵۸ در مدار – ۲۰۱۳

سیارک ۶۵۸ (به انگلیسی: 658 Asteria، نامگذاری:1908BW) ششصد و پنجاه و هشتمین سیارک کشف شده‌است که در ۲۳ ژانویه ۱۹۰۸ و در هایدلبرگ کشف شد.
قدر مطلق سیارک برابر ۱۰٫۵۴ است.